# Teodoro Locsin jr.

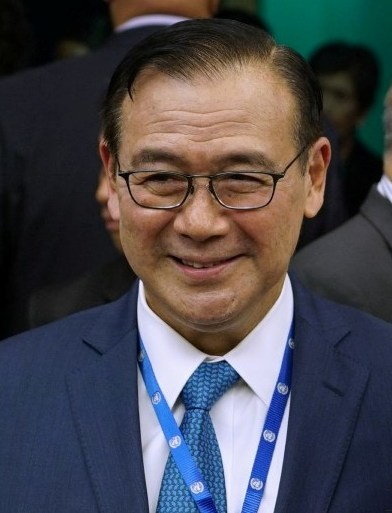
Teodoro Locsin jr. in 2017

Teodoro Locsin jr. (Manilla, 15 november 1948) is een Filipijns politicus, advocaat en journalist. In augustus 2022 werd hij benoemd tot Filipijns ambassadeur in het Verenigd Koninkrijk. Locsin was eerder ook van april 2017 tot oktober 2018 de Filipijnse ambassadeur bij de Verenigde Naties. Van oktober 2018 tot juni 2022 was hij minister van buitenlandse zaken in het kabinet van Rodrigo Duterte. Locsin was van 2001 tot 2010 lid van het Filipijns Huis van Afgevaardigden. Daarvoor was hij onder andere werkzaam als woordvoerder en speechschrijver van president Corazon Aquino.
Teodoro Locsin jr. is de zoon van wijlen Teodoro Locsin sr., voormalig uitgever van Philippine Free Press Magazine.

## Carrière
Locsin behaalde in 1977 een Bachelor-diploma rechten aan de Ateneo de Manila en enkele jaren later een Masters-diploma rechten aan Harvard in de Verenigde Staten. Vanaf 1967 was hij redacteur en schrijver van de Philippines Free Press. In 1972 bracht toenmalige president Ferdinand Marcos de Filipijnen onder een staat van beleg en werden veel kranten, waaronder de Philippines Free Press, verboden. Van 1977 tot 1982 werkte hij als jurist bij ACCRALAW en was hij executive secretary voor Enrique Zobel, de voorzitter van de raad van bestuur van zowel de Ayala Corporation en de Bank of the Philippines.
Van 1985 tot 1992 was hij speechschrijver van Corazon Aquino. Toen Aquino in 1986, na de val van Marcos door de EDSA-revolutie, de nieuwe president van de Filipijnen werd, stelde ze hem aan als presidentieel woordvoerder en juridisch adviseur. Deze functies zou hij tot 1988 uitoefenen. Van 1988 tot 1993 was hij uitgever van de krant de Daily Globe. Vanaf 1993 presenteerde hij voor ABS-CBN enkele jaren een actualiteitenprogramma. Ook was hij hoofdredacteur van Philippine Free Press en uitgever en hoofdredacteur van de krant TODAY.
Bij de verkiezingen van 2001 werd Locsin gekozen als lid van het Huis van Afgevaardigden namens het 1e kiesdistrict van Makati. Bij de verkiezingen van verkiezingen van 2004 en 2007 werd hij herkozen, waardoor hij na afloop van zijn termijn in 2010 niet meer herkozen kan worden. Locsin was als afgevaardigde de belangrijkste initiator van belangrijke wetgeving op het gebied van belastingen, het bankwezen, burgerrechten en kiesrecht. Locsin was een van de leden van het Huis die voor een afzettingsprocedure tegen president Gloria Macapagal-Arroyo stemden.